# Grand Central Terminal
La Terminal Grand Central (GCT; a menudo llamada Grand Central Station o simplemente como la Grand Central) es una estación terminal en la Calle 42 y la Avenida Park en Midtown Manhattan en la ciudad de Nueva York (Estados Unidos). Construida y nombrada por el Ferrocarril Central de Nueva York en el apogeo de los trenes de larga distancia de Estados Unidos, es la estación de trenes más grande del mundo por número de andenes: 44, con 67 vías a lo largo de la estación. Hay dos niveles, ambos subterráneos, con 41 vías en el nivel superior y 26 en el nivel inferior. Cuando la nueva estación del Ferrocarril de Long Island sea abierta bajo los niveles existentes (véase East Side Access) la estación Grand Central dispondrá de un total 75 vías y 48 andenes. Son características sus bóvedas de ladrillo patentadas por Rafael Guastavino, denominado «el Arquitecto de Nueva York».
Sirve a los pasajeros viajando en el Ferrocarril Metro-North hacia los condados de Westchester, Putnam y Dutchess en el estado de Nueva York, y de los condados de Fairfield y New Haven en Connecticut.

## Estadísticas
TamañoEl área total del terreno de la terminal Grand Central es de 48 acres, o 2 090 880 pies cuadrados (194 249,02 m²), 33 millas (53 km) de vías, 44 andenes.
Trenes660 trenes del ferrocarril Metro-North.

Visitantesmás de 500.000 al día
Coste de las renovaciones 1996—98250 millones de dólares norteamericanos.
Comercio103
Espacio comercial130 524 pies cuadrados (12 126,07 m²) más 14 000 pies cuadrados (1300,64 m²) para eventos especiales.
Negocio más antiguoRestaurante «Oyster Bar», apertura en 1913.
Comidas diarias servidas10.000
Porcentaje de trenes puntuales98%
Artículos perdidos y encontrados19.000
Artículo perdido con mayor frecuenciaAbrigos (más de 2.000 al año).
Promedio de artículos devueltosMás del 60%, cerca de 98% para computadoras e iPods.

## Galería

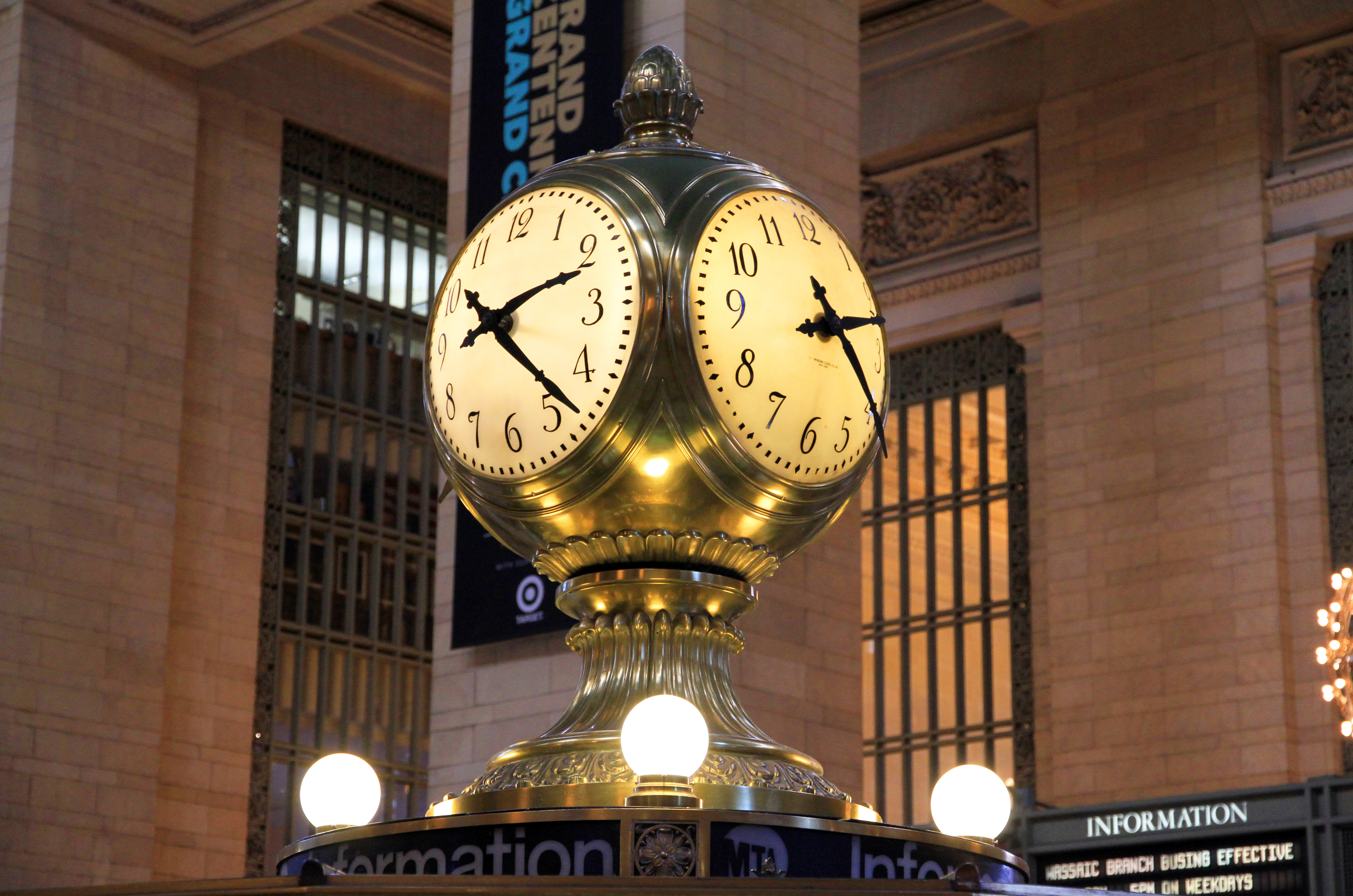
Reloj en Grand Central Terminal
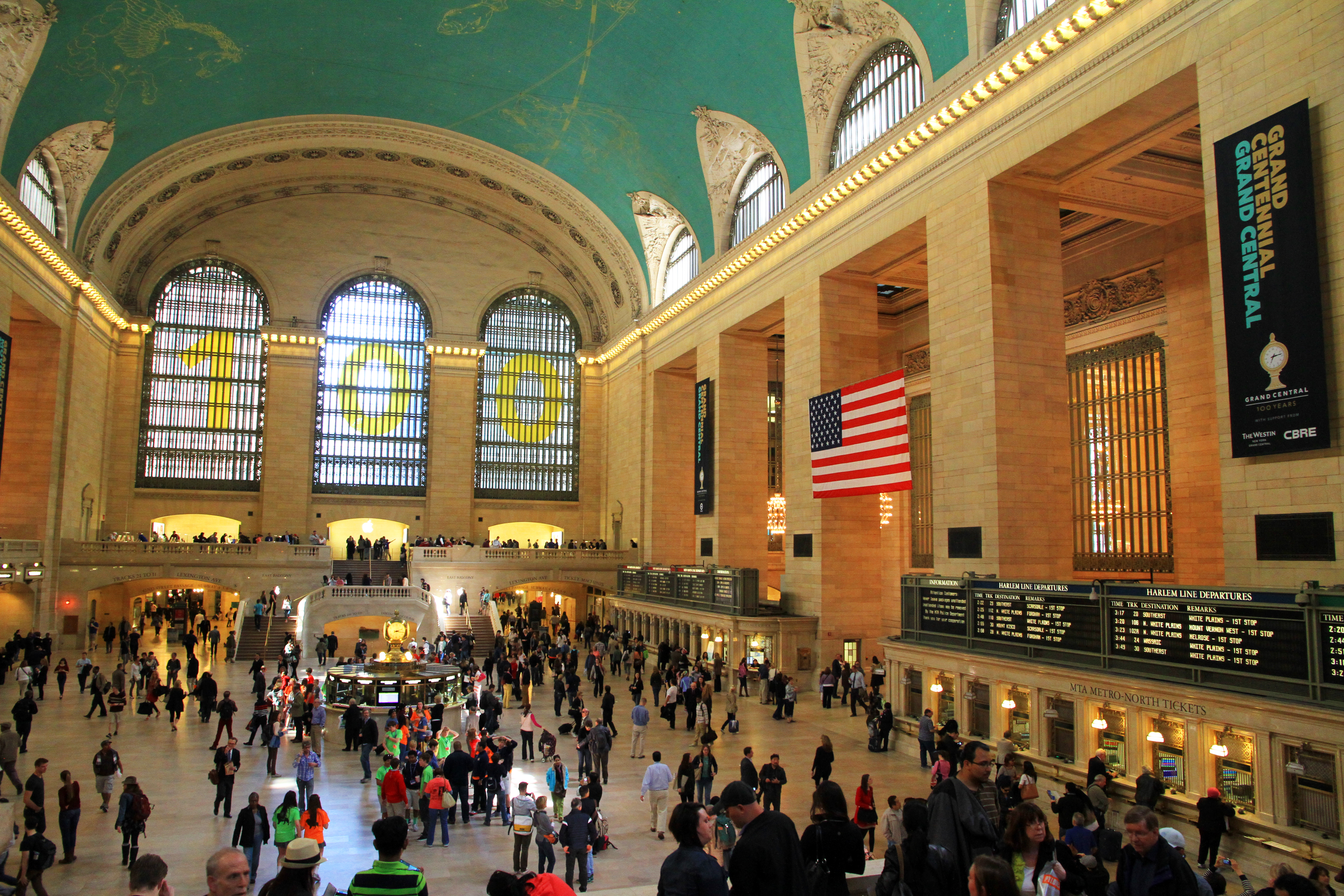
Hall Principal
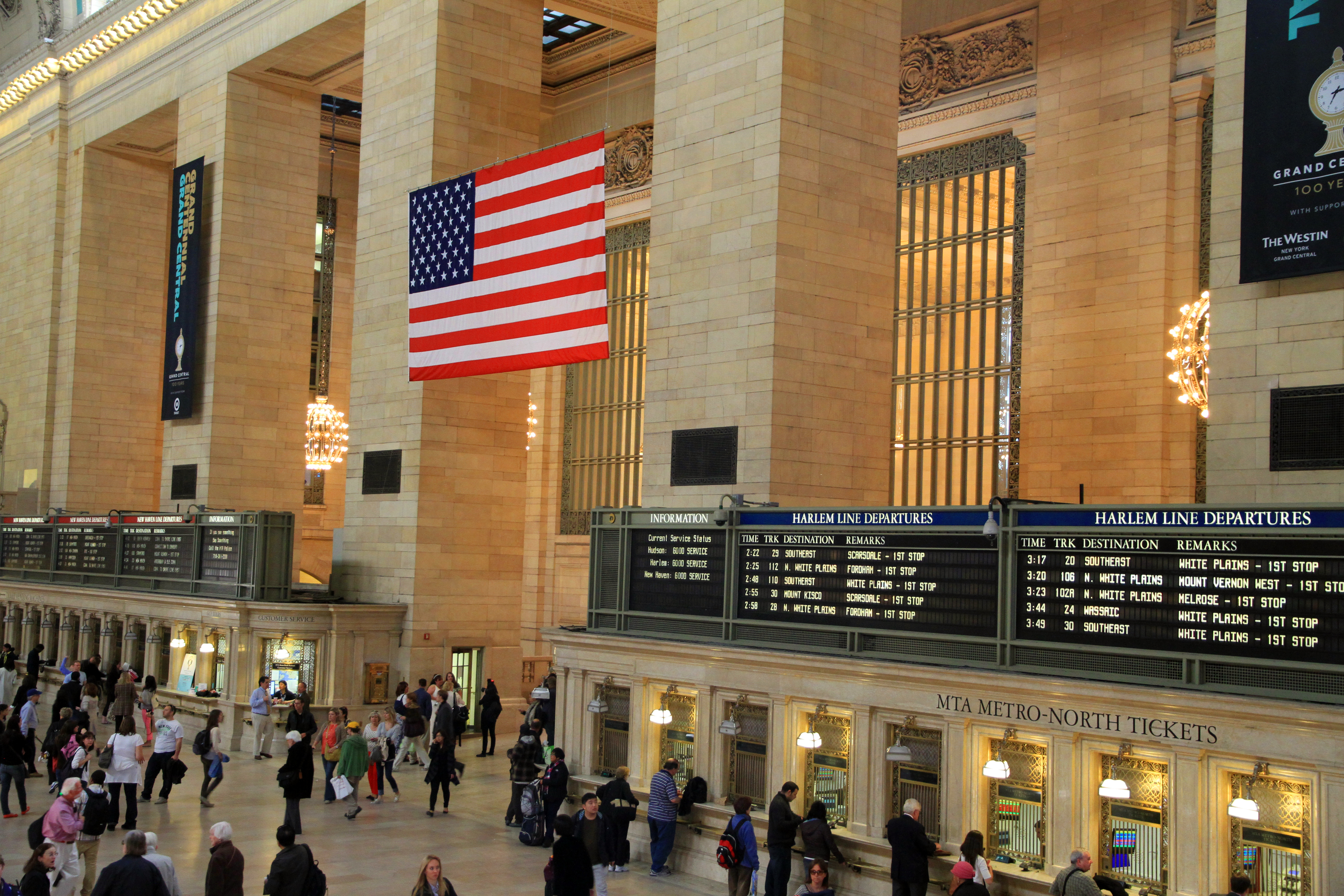
Hall Principal
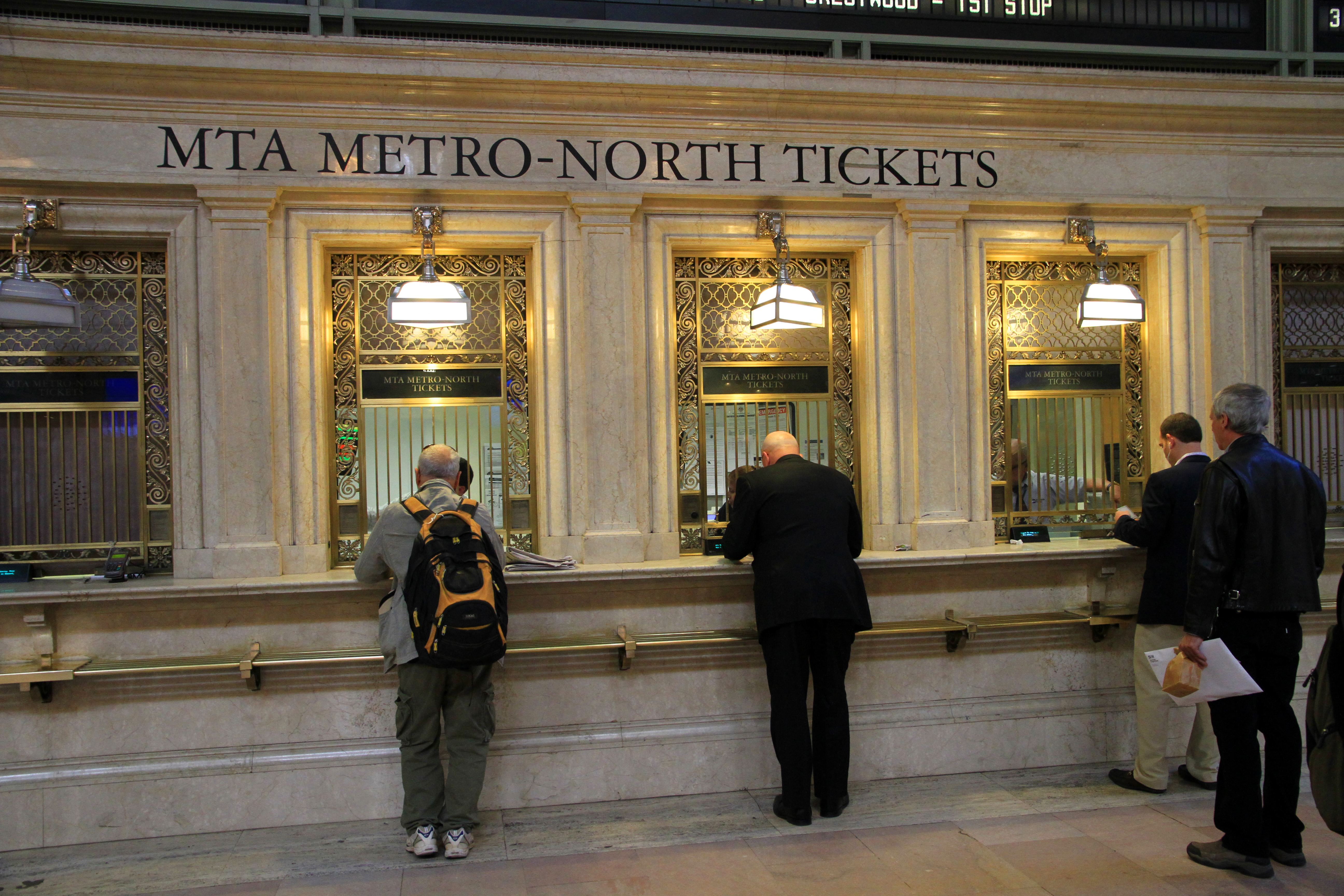
Ventanillas de pasajes